# 潮汕駅
潮汕駅（チャオシャンえき、ちょうせんえき）とは、中華人民共和国広東省潮州市潮安区沙渓镇に位置し、中国鉄路総公司の駅である。この駅は潮州市、汕頭市、掲陽市にサービスし、毎日の平均乗客数は3万人以上である。駅は潮州市から約20キロ、汕頭市から約30キロに位置し、車で約30分かかる。

## 列車
| 北駅舎           |                              | チケット販売、車待ち、コンビニ、出る               |
| プラットフォーム | 相対式ホーム                 | 相対式ホーム                                       |
| プラットフォーム | 1                            | 杭深線から杭州東駅へ（饒平駅）                     |
| プラットフォーム | 2                            | 杭深線から杭州東駅へ（饒平駅）                     |
| プラットフォーム | 島式ホーム                   |                                                    |
| プラットフォーム | 3                            | 杭深線から杭州東駅へ（饒平駅）                     |
| プラットフォーム | レール                       | 梅汕線下へ列車通過ライン（工事中）                 |
| プラットフォーム | レール                       | 杭深線上へ列車通過ライン                           |
| プラットフォーム | レール                       | 杭深線下へ列車通過ライン                           |
| プラットフォーム | レール                       | 梅汕線上へ列車通過ライン（工事中）                 |
| プラットフォーム | 4                            | 杭深線深圳北駅に向かって（潮陽駅）                 |
| プラットフォーム | 島式ホーム                   |                                                    |
| プラットフォーム | 5                            | 杭深線深圳北駅に向かって（潮陽駅）                 |
| プラットフォーム | 6                            | 杭深線深圳北駅に向かって（潮陽駅）（使用いません） |
| プラットフォーム | 相対式ホーム（使用いません） |                                                    |
| 南駅舎           |                              | チケット販売、車待ち、コンビニ、出る               |

## 構造

### 駅舎
駅舎の建築面積は1万平方メートル。
- 北駅舎
- 北駅舎待合室
- 南駅舎待合室

### プラットフォーム
- プラットフォーム
- レール
- CRH1型

## 参考資料
1. ↑  “从深夜到凌晨，潮汕站响起站改交响曲”. 中国网. (2018年9月11日)
2. ↑  “潮汕高铁站位置远离市区　当地居民称不方便”. Now新闻. (2018年9月9日)